# Jessica Legarda
Jessica Legarda Moncayo (Pasto, Colombia, 5 de junio de 1992), es una ciclista colombiana de ciclomontañismo. Campeona Olímpica Juvenil en Singapur 2010, Subcampeona latinoamericana, Subcampeona panamericana y con 17 Copas Colombia. Selección Colombia de MTB (2008 - 2014).

## Distinciones
- Mejor Equipo de Ciclismo Juvenil (Bogotá, 2010) Comité Olímpico

- Mejor Equipo Juvenil de Ciclismo  (Bogotá, 2010) El Tiempo

- Mejor Deportista Mujer de Colombia (Bogotá, 2011) Pastas La Muñeca

## Palmarés
Palmarés Deportivo Internacional
- Campeona Olímpica Juvenil, 2010[3]

- Campeonato Panamericano, Chía, Colombia[4]

- Campeonato Panamericano, Guatemala

- Campeonato Suramericano, Argentina

Palmarés Deportivo Nacional
- Campeona Nacional, Palmira, Valle

- Campeona Nacional, Santander de Quilichao, Cauca

- En Campeonato Nacional. Cundinamarca

- Campeona Nacional, Jericó, Antioquia

- Campeonato Nacional, Sevilla, Valle

- Campeonato Nacional. Cundinamarca[5]

## Trayectoria
La trayectoria deportiva de Jessica Legarda se identifica por su participación en los siguientes eventos nacionales e internacionales:

### Juegos Olímpicos de la Juventud
Su triunfo fue reconocido, por ser la segunda medalla de oro de la selección de Colombia, en los Juegos Olímpicos de la Juventud de Singapur 2010.

#### Juegos Olímpicos de la Juventud 2010
Su desempeño en la primera edición de los juegos, se identificó por ser la segunda deportista con una medalla dorada entre todos los participantes colombianos del evento, al obtener el 22 de agosto el triunfo sobre el equipo de Italia:
- Medalla de oro: Ciclismo en equipo